# Streptaxidae
Streptaxidae é uma família da ordem Stylommatophora. É a única família da superfamília Streptaxoidea.